# Aston-Jonction
Pour les articles homonymes, voir Aston.
Aston-Jonction est une municipalité  du Québec (Canada) située dans la municipalité régionale de comté de Nicolet-Yamaska de la région administrative du Centre-du-Québec.

## Toponymie
Le toponyme anglais « Ashton » équivaut à Aston et « Jonction » fait allusion à la croisée de voies ferrées situé sur ce territoire.

## Histoire

### Chronologie
- 1806 : Création du canton d'Aston.
- 1917 : Création de la municipalité de Saint-Raphaël-Partie-Sud.
- 1951 : Création du village d'Aston-Jonction.
- 26 mars 1997 : Création de la municipalité d'Aston-Jonction par la fusion du village d'Aston-Jonction et de la paroisse de Saint-Raphaël-Partie-Sud[2].

## Géographie
La rivière Bécancour délimite le nord-est de la municipalité en coulant vers le sud-ouest.
La rivière Blanche traverse la municipalité du sud-ouest vers le sud-est.

## Démographie
| 1991 | 1996 | 2001 | 2006 | 2011 | 2016 | 2021 |
| ---- | ---- | ---- | ---- | ---- | ---- | ---- |
| 203  | 214  | 414  | 377  | 410  | 424  | 441  |

| Langue              | Population | Pct (%) |
| ------------------- | ---------- | ------- |
| Français seulement  | 355        | 97,26 % |
| Anglais seulement   | 10         | 2,74 %  |
| Français et Anglais | 0          | 0,00 %  |
| Autres langues      | 0          | 0,00 %  |

## Administration
Les élections municipales se font en bloc pour le maire et les six conseillers.
| Aston-Jonction Maires depuis 2001                                                                                    |                     |         |          |
| Élection | Maire               | Qualité | Résultat |
| 2001 | Pierre Gaudet       |         | Voir     |
| 2005 | Pierre Gaudet       | Voir    |          |
| 2009 | Pierre Gaudet       | Voir    |          |
| 2013 | Pierre Gaudet       | Voir    |          |
| 2017 | Marc-André Gosselin |         | Voir     |
| 2021 | Christine Gaudet    |         | Voir     |
| Élection partielle en italique Depuis 2005, les élections sont simultanées dans toutes les municipalités québécoises |                     |         |          |